# Gentiana autumnalis
Gentiana autumnalis là một loài thực vật có hoa trong họ Long đởm. Loài này được L. mô tả khoa học đầu tiên năm 1776.